# HESA Shahed 136

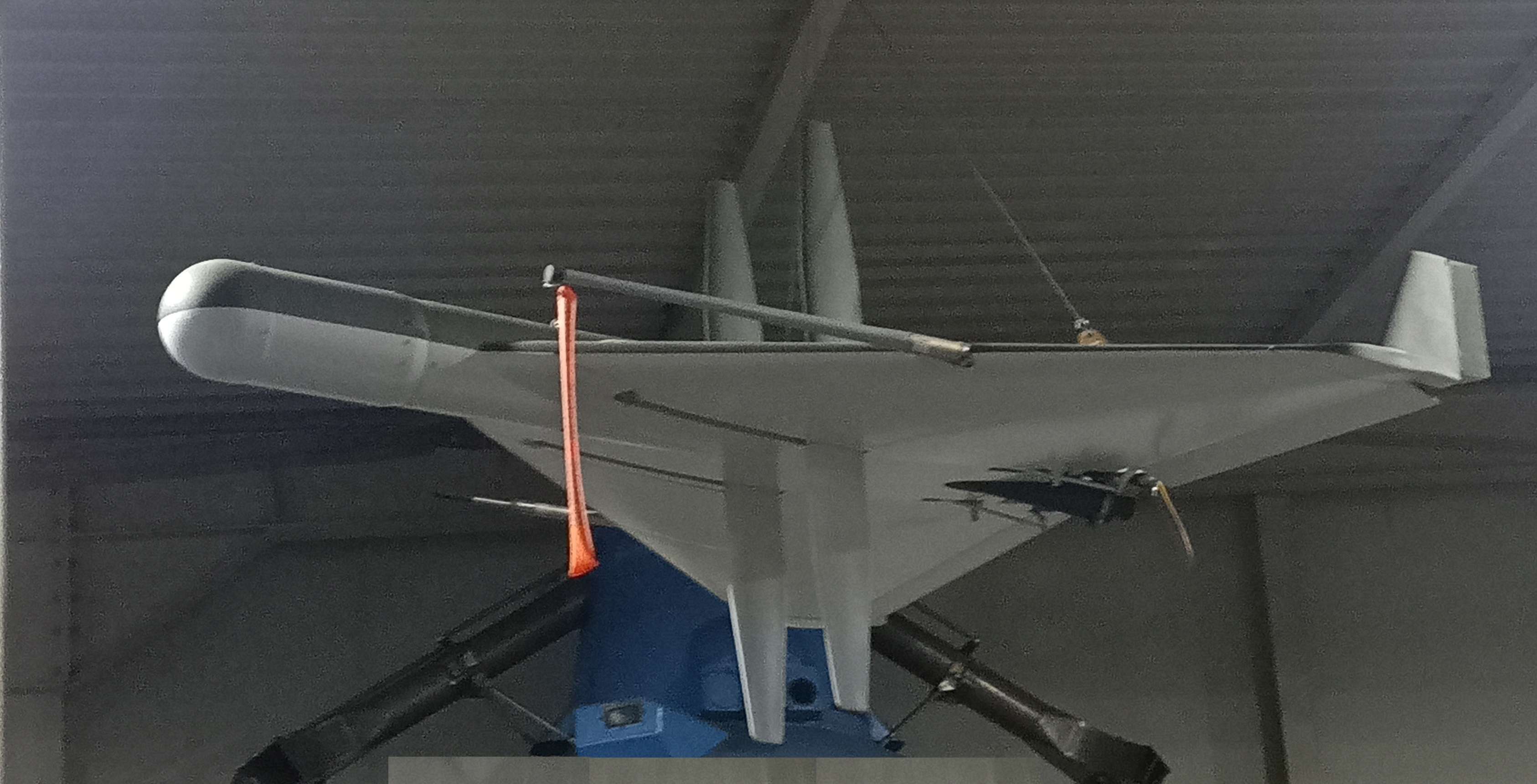
Dornier Drohne DAR (1985)

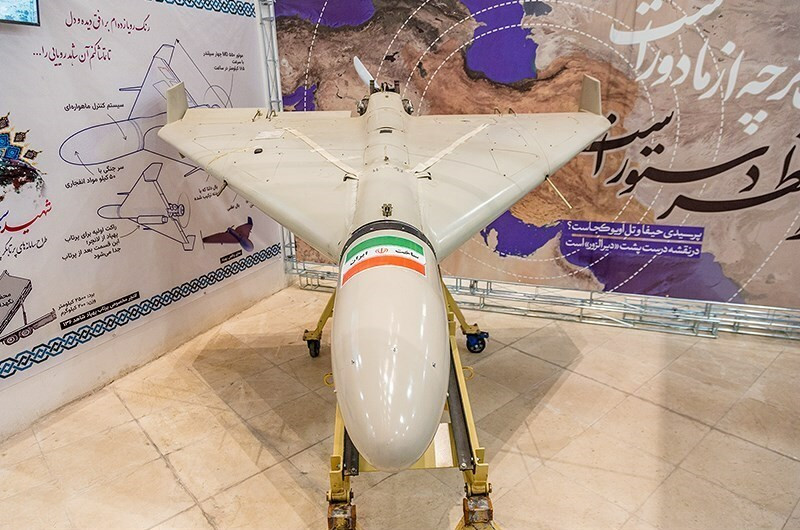
Eine Shahed 136 auf einer Ausstellung in Qom, 2023

Die Shahed 136 (persisch شاهد ۱۳۶, DMG Šāhed 136, ‚Zeuge 136‘, in Russland auch „Geran-2“) ist ein unbemanntes Luftfahrzeug der iranischen Firma Iran Aircraft Manufacturing Industrial Company (HESA). Es handelt sich um eine Einweg-Drohne, die aufgrund ihrer einfachen Konstruktion und geringen Kosten in großen Mengen eingesetzt wird, allerdings nach dem Start nicht mehr zurückgerufen werden kann.

## Geschichte
Es gibt Hinweise darauf, dass die von Dornier bereits 1985 gefertigte Drohne DAR als Muster für die iranische Entwicklung gelten könnte. Optisch sehen sich beide Drohnen extrem ähnlich, zumal sich auch die Funktionsweise gleicht. Die Entwicklung von Dornier stammt aus den 1980er-Jahren und wurde nach dem Ende des Kalten Krieges nicht weitergeführt. Eine funktionell und äußerlich ähnliche Einweg-Drohne, die israelische IAI Harpy, fand in den 2000er/2010er-Jahren große Verbreitung, die Entwicklerfirma wurde später von China erworben. Danach erfolgte dort die Produktion von Drohnen, die dem Harpy-System ähnelten. Die Harpy soll schließlich von der Islamischen Republik Iran kopiert worden sein, um die Shahed 136 zu entwickeln.

## Charakteristik
Die Shahed 136 ist ein relativ langsamer Deltaflügler, der von einem Schub-Propeller am Heck mit Zweitaktmotor angetrieben wird und in der Formgebung der kleineren Shahed 131 ähnelt.
Die Drohne fliegt nach dem Start autonom, ist im Flug „taub und blind“ und nicht mehr beeinflussbar.
Beim Start wird die Drohne von einer Rakete unterstützt, die kurz danach abgeworfen wird. Die Drohne trägt eine Sprengladung von bis zu 60 kg, die beim Einschlag im Ziel detoniert. Die Shahed 136 verwendet kommerzielle, preisgünstige, zivile GPS-Empfänger, wie sie in Onlineshops und im stationären Handel vieler Länder verkauft werden. Bei der russischen Version wird das Navigationssystem durch Einbau russischer GLONASS-Empfänger aufgewertet, die eine größere Resistenz gegen Störsender haben.
Zudem wird die Zielführung durch die Verwendung von Trägheitsnavigationssystemen unterstützt.
Die Drohne hat keine intelligente Zielerfassung, sondern steuert lediglich eine vordefinierte Position an und kann somit nur stationäre Ziele anfliegen. Die Drohnen können mehrere Stunden in der Luft bleiben; sie haben eine geringe Radarsignatur und eine schwache thermische Signatur, was die Bekämpfung mit MANPADS erschwert. Sie könne aber effektiv und vor allem kostengünstig von kanonengestützten Flugabwehrsystemen, wie z. B. durch den Flugabwehrkanonenpanzer Gepard, bekämpft werden. Die Angaben über die Kosten schwanken stark. Während eine Quelle Produktionskosten von ca. 20.000 US-Dollar angibt, sollen andere Dokumente belegen, dass Russland bei einer Abnahmemenge von 6000 Shahed 136 einen Kaufpreis von 193.000 US-Dollar pro Stück bezahlt.
Ukrainische Quellen berichten von fortlaufenden Modifikationen und Weiterentwicklungen der Drohne; so wurde seit Anfang 2025 die Einführung eines neuen, 90 Kilogramm schweren Sprengkopfs, die Verlagerung des Flugreglers, der Stromverteilungseinheit und der Batterie von der Nase in das Heck sowie die Anbringung von zusätzlichem Ballast registriert; zudem komme unter dem Namen Shahed 238 („Geran-3“) eine mit einem Tolou-10/13-Turbofan-Triebwerk ausgestattete Version zum Einsatz, das der Drohne eine Reichweite von 2.500 Kilometern bei Geschwindigkeiten von 550–600 km/h ermöglichen soll.

## Technische Daten
| Kenngröße             | Daten |
| --------------------- | --- |
| Spannweite            | 2,5 m |
| Gewicht               | 200 kg |
| Gefechtskopf          | 40 kg bis 60 kg |
| Marschgeschwindigkeit | 150 mph (entspricht etwa 240 km/h), nach anderen Angaben 114 mph = 185 km/h                                                                              |
| Einsatzradius         | Nach Herstellerangaben bis zu 2.000 Kilometer, westliche Militärexperten schätzen die Reichweite auf realistisch „maximal mehrere Hundert Flugkilometer“ |
| Motor                 | Mado MD 550 (Nachbau Limbach L 550 E), 50 PS 4-Zylinder-2-Takt-Boxermotor, 548 cm³, 16 kg                                                                |

## Einsatz
Shahed-136-Drohnen werden „aufgrund der mangelnden Zuverlässigkeit und Präzision“ oft in größeren Stückzahlen „im Schwarm“ eingesetzt, dies auch, um die gegnerische Flugabwehr bezüglich der vorhandenen Abwehrraketen zu überfordern und in der Hoffnung, dass einige der Drohnen so ihr Ziel erreichen.
Die Drohnen werden meist von einem transportablen (auf Pritschenwagen, Schiff etc.) Gestell gestartet, das fünf Drohnen vorhält.

### Einsatz durch Iran und dessen Verbündete
Die US-Regierung vermutet, dass beim Angriff auf Abqaiq und Churais im Jahr 2019 ein Vorgängermodell der Shahed 136, designiert als IRN-05, verwendet wurde. Der Angriff erfolgte aus dem Norden.
Es wird zudem spekuliert, dass beim Zwischenfall im Arabischen Meer 2021, bei dem zwei unbekannte Deltaflügel-Drohnen das Tankschiff M/V Mercer Street trafen, Shahed-136-Drohnen eingesetzt wurden.
Nach Angaben der Jerusalem Post wurden 2021 im Jemen im Gouvernement al-Dschauf Shahed-136-Drohnen durch Huthi-Rebellen eingesetzt.
Im Oktober 2022 verwendete die Iranische Revolutionsgarde im Iran-PJAK-Konflikt mehrere Shahed 136 für die Bombardierung eines Stützpunktes der Rebellen.

### Einsatz durch Russland
Im Sommer 2022 erwarb Russland im Kontext des Überfalls auf die Ukraine Drohnen aus Iran. Die Shahed 136 werden von Russland unter der Bezeichnung „Geran-2“ (russisch герань, deutsch Geranie) eingesetzt. Später gab die Ukraine an, dass Russland 2400 Drohnen aus Iran erworben habe.
Sowohl Iran als auch Russland bestritten offiziell den Verkauf, auch nachdem die Einsätze längst bekannt waren.
Vermutlich ab 13. September 2022, sicher aber ab 5. Oktober 2022 wurden die Shahed 136 gegen Ziele u. a. in den ukrainischen Städten Saporischschja und Odessa eingesetzt.
Die russische und die iranische Regierung einigten sich laut Presseberichten Anfang November 2022 darauf, Shahed-Drohnen auf russischem Boden zu produzieren.
Das European Council on Foreign Relations hob neben der eigentlichen Waffenwirkung und der Möglichkeit, die Bevölkerung zu terrorisieren, auch die Taktik hervor, im ganzen Land ukrainische Flugabwehrsysteme und Soldaten zu binden. Die Nowaja gaseta schrieb 2022: „Die meisten lauernden Waffen werden an der Front verwendet. Aber die Shahed-136 kann nicht an der Front eingesetzt werden. Erstens weiß sie nicht, wie man bewegliche Ziele trifft. Zweitens wird sie an der Front, also dort, wo bewaffnete Leute sind, sofort abgeschossen.“
Im Laufe des Frühjahrs 2023 erlangte die ukrainische Flugabwehr jedoch eine zunehmend hohe Abschussrate, so gelang es laut der ukrainischen Luftwaffe beispielsweise am 8. Mai 2023 in einer Welle von 35 Drohnen alle zu zerstören. Diese Aussage konnte jedoch nicht verifiziert werden. Im Dezember 2023 wurde der Umfang der von Russland in Jelabuga zur Geran-Drohnenproduktion gebauten Anlagen bekannt. Weiter sollen neuere russische Drohnenmuster der Geran-2 mit ukrainischen 4G-SIM-Karten ausgerüstet sein, so dass sie sich notfalls auch anhand der Funkmasten orientieren können, wenn die Verbindung zu Navigationssatelliten gestört ist.
Im November 2024 veröffentlichte die französische Zeitung Le Monde einen Artikel, wonach die ukrainische Luftabwehr zunehmend auf elektronische Mittel setze, um die Drohnen abzuwehren. Mittels der Methode des GPS-Spoofings sei es gelungen, die Zielkoordinaten der Drohnen zu manipulieren und die Flugobjekte auf Ziele in Russland oder Weißrussland umzulenken. Am 14. Februar 2025 traf eine russische Shahed-Drohne die Schutzhülle des Kernkraftwerks Tschernobyl.
Nach Angaben von Markus Reisner hat Russland die Produktion der Geran-2 von 300 Stück pro Monat zu Beginn des Jahres 2024 innerhalb von etwa 1½ Jahren auf 300 Stück in drei Tagen gesteigert.